# Earn to Die
Earn to Die — мобильная, ранее Flash-игра, разработанная российской студией Toffee Games и изданная Not Doppler.

## Игровой процесс
Игроку нужно сбивать зомби с помощью автомобилей и прочего транспорта. Для него можно использовать улучшения в виде пулемётов и ракетных ускорителей. Купить их можно за монеты, которые даются игроку после каждого заезда. Время от времени игрок также будет получать более крутую и мощную машину, с которой можно продолжить процесс обновления. Поездки разделены на этапы.

## История
Toffee Games — студия разработки игр, находящаяся в Сибири. Компанию основали Илья Кирякин, Юрий Винокуров и Екатерина Андреева. С момента запуска в 2010 году, изначально сосредоточилась на разработке Flash-игр, создав популярные игры, такие как Theme Hotel и The Last Shelter. В настоящее время Toffee Games уделяет большое внимание мобильным устройствам. Not Doppler — издатель игр из Сиднея. С 2005 года Not Doppler прочно обосновался в секторе Flash-игр, помогая финансировать и спонсировать их. В 2012 году Not Doppler вошёл в издательскую среду для мобильных устройств и планшетов, объединившись с независимой игровой студией Toffee Games, чтобы издать в App Store Earn to Die, в итоге выпущенное в марте 2013 года. Earn to Die стала №1 платной гоночной игрой в более чем 100 странах. В ноябре 2014 года, Not Doppler выпустила продолжение Earn to Die 2.

## Критика
| Сводный рейтинг    | Сводный рейтинг |
| Агрегатор          | Оценка          |
| ------------------ | --------------- |
| Metacritic         | 63/100          |
| Иноязычные издания |                 |
| Издание            | Оценка          |
| TouchArcade        | [ 5 ]           |
| Modojo             | [ 10 ]          |
| Gamezebo           | [ 11 ]          |
| 148Apps            | [ 12 ]          |
| Pocket Gamer       | [ 13 ]          |

Гарри Слейтер с сайта Pocket Gamer поставил Earn to Die 3,5 звёзд из 5. В своей рецензии он назвал идею игры хорошей, однако, в итоге, Earn to Die вышла «странным скучным занятием».
Earn to Die 2 получила смешанные отзывы (на Metacritic она имеет 63 балла из 100).
Эндрю Фретц из TouchArcade назвал Earn to Die 2 «игрой о человеке и его поездке» и высказал мнение о том, что её игровой процесс основан на старых браузерных физических симуляторах. Он считает, что у франшизы Earn to Die есть большой потенциал. Дима Михневич с сайта Яблык считает, что задумка авторов была «подпорчена жадностью издателей — без доната игровой процесс превращается в скучный фарминг ресурсов». Джайлз Армстронг из Pocket Gamer назвал машины в игре ужасными, а быстрое окончание топливо надоедливым. Опять же, как и Гарри Слейтер, Джайлз назвал задумку хорошей, но её воплощение отвратительным.